# Brutus (Toreut)
Brutus war ein antiker römischer Toreut (Metallbildner). Er war in Sucidava, dem heutigen Celei in der Provinz Dakien zu einer nicht genauer bestimmbaren Zeit im 2. oder 3. Jahrhundert aktiv. Er stellte Bleirahmen für Spiegel her, die mit geometrischen, vegetabilen und zoomorphen Reliefmustern verziert waren. Der plumbarius signierte dabei einige Stücke mit: